# Evidenziatore

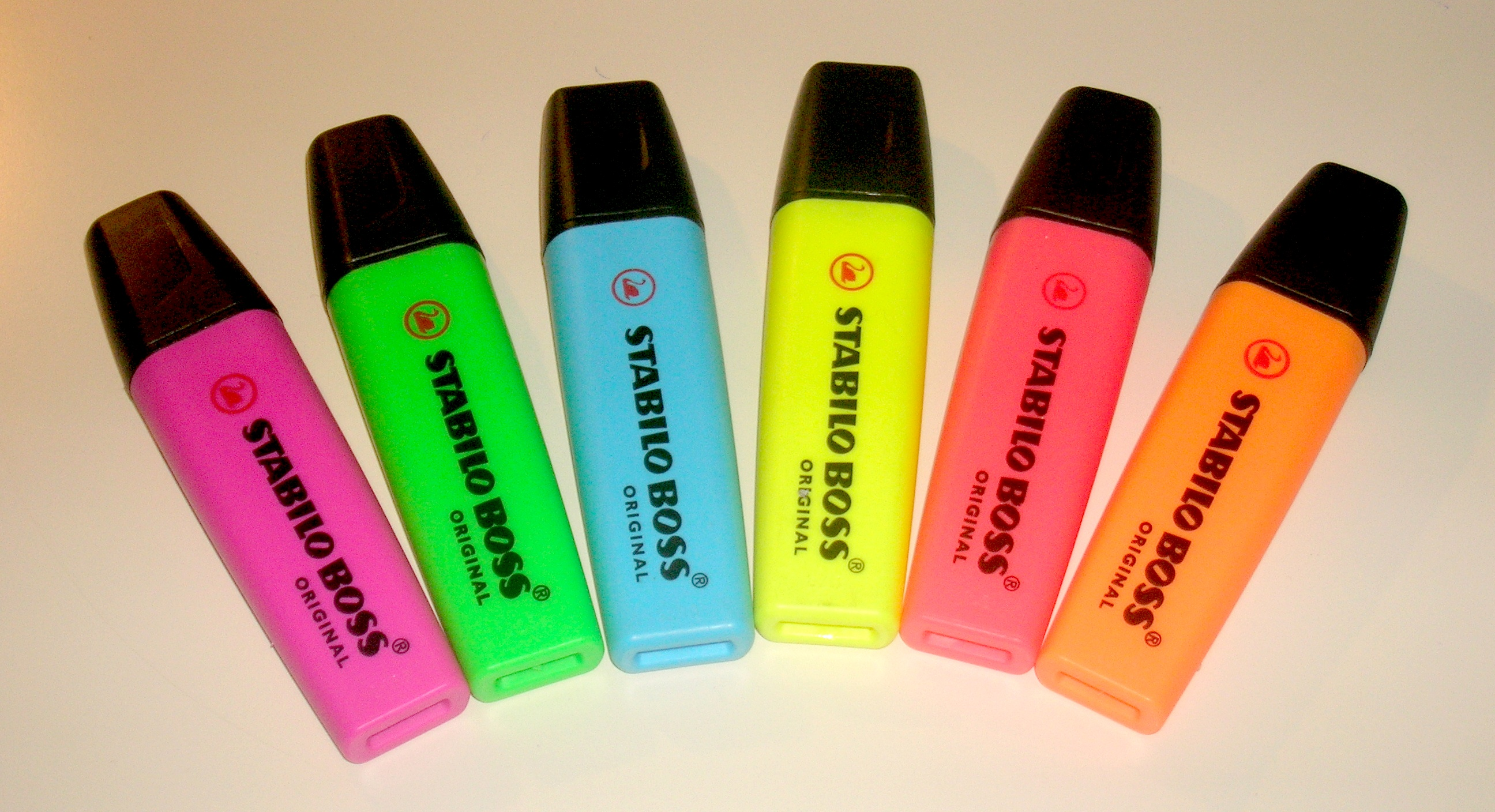
Evidenziatori colorati Stabilo Boss, una delle marche di cancelleria più note al mondo

L'evidenziatore è un pennarello dalla punta a scalpello utilizzato per richiamare l'attenzione su alcune sezioni di un documento, grazie ad una marcatura effettuata con colori particolarmente vividi e traslucidi o fluorescenti.
Il primo evidenziatore fu inventato da Francis Honn nel 1963 (un anno prima, nel 1962, il giapponese Yukio Horie della Pentel inventò il pennarello con inchiostro a base d'acqua) e commercializzato dalla Carter's Ink Company con il nome Hi-Liter. Nel 1971 l'azienda tedesca Schwan-Stabilo lanciò l'evidenziatore Stabilo Boss, che contribuì alla diffusione di massa di questo prodotto.
Al giorno d'oggi ne esistono di una vasta gamma di colori (azzurro, arancione, giallo, rosso, rosa, viola, fucsia, verde... con anche variazioni pastello); il desiderio diffuso tra i giovani di vivacità e originalità è sfociato nella produzione di evidenziatori sempre più stravaganti e variegati.

## Informatica
L'utilizzo degli evidenziatori, nel nostro "mondo tecnologico", è tuttora diffuso. Anzi, basti pensare che alcuni software di elaborazione testi offrono la possibilità di simulare la colorazione di alcune parole, come se fossero sottolineati da un evidenziatore.
Alcune forme di evidenziazione della sintassi possono anche essere visualizzate nello stile di un evidenziatore, con uno sfondo luminoso o pastello al testo, ad esempio nel caso di errori di codice o di testo. Alcune estensioni del browser Web consentono inoltre agli utenti di creare momenti salienti digitali su siti Web e PDF online.
Anche in programmi di fotoritocco, manipolazione video e grafica vettoriale come Photoshop, Premiere Pro e Illustrator è possibile creare effetti evidenziatore sul testo.

Nello sviluppo di pagine web, l'HTML5 e il CSS3 permettono di creare un effetto evidenziatore anche sfumato, animato e "onmouseover" (al passaggio del mouse). Ad esempio, nel seguente caso la parola "testo" sarà evidenziata:
```
<
div
 
class
=
"container"
>

  
<
h1
>
Questo
<
span
 
class
=
"highlight-container"
><
span
 
class
=
"highlight"
>
testo
</
span
></
span
>
 è nel titolo
</
h1
>

</
div
>

```

```
.
container
 
{

  
line-height
:
 
1.4
;

  
text-align
:
 
center
;

  
padding
:
 
44
px
;

  
color
:
 
#333
;

}

h1
 
{

  
font-size
:
 
50
px
;

}

.
highlight-container
,
 
.
highlight
 
{

  
position
:
 
relative
;

}

.
highlight-container
 
{

  
display
:
 
inline-block
;

}

.
highlight-container
:
before
 
{

  
content
:
 
" "
;

  
display
:
 
block
;

  
height
:
 
90
%
;

  
width
:
 
100
%
;

  
margin-left
:
 
-3
px
;

  
margin-right
:
 
-3
px
;

  
position
:
 
absolute
;

  
background
:
 
#ffd500
;

  
transform
:
 
rotate
(
2
deg
);

  
top
:
 
-1
px
;

  
left
:
 
-1
px
;

  
border-radius
:
 
20
%
 
25
%
 
20
%
 
24
%
;

  
padding
:
 
10
px
 
3
px
 
3
px
 
10
px
;

}

```

Con HTML5 si può ottenere un risultato di evidenziatore giallo anche senza il CSS (in questo caso sarà evidenziata la parola "latte"):
```
<
p
>
Non dimenticarti di comprare il 
<
mark
>
latte
</
mark
>
 stamattina
</
p
>

```

## Galleria d'immagini

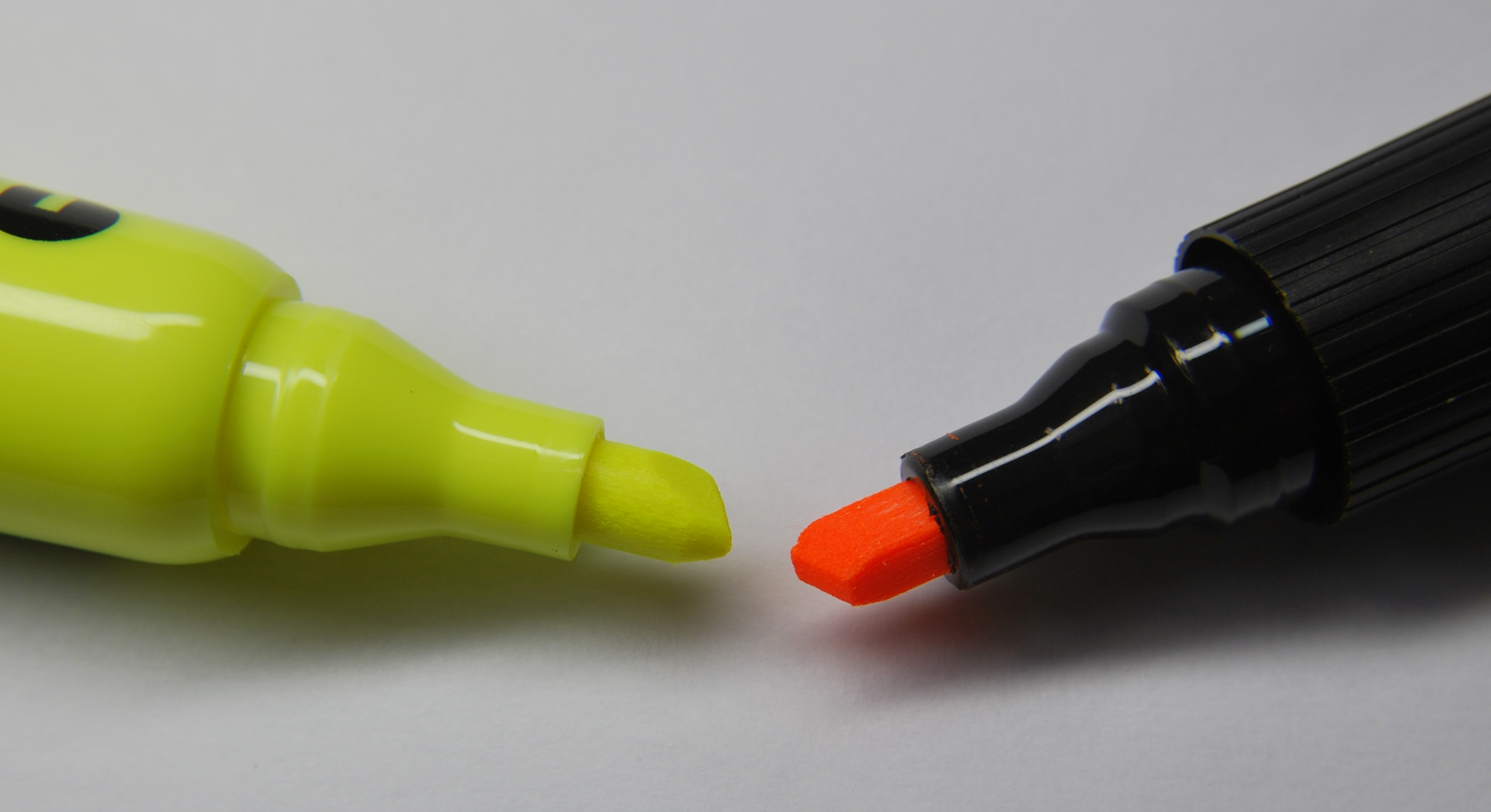
Una coppia di evidenziatori con la punta scoperta
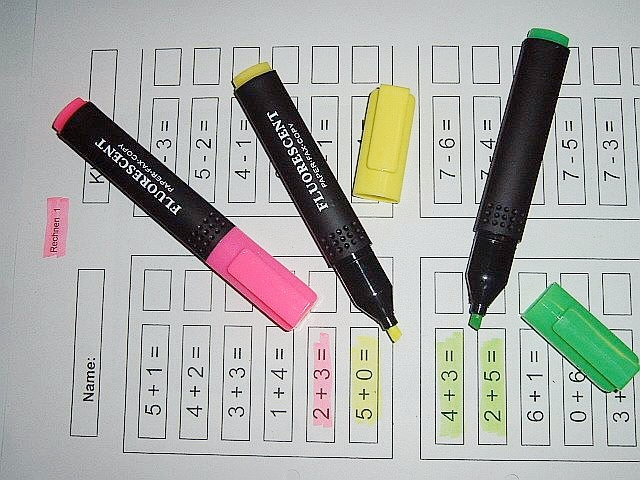
Una serie di evidenziatori
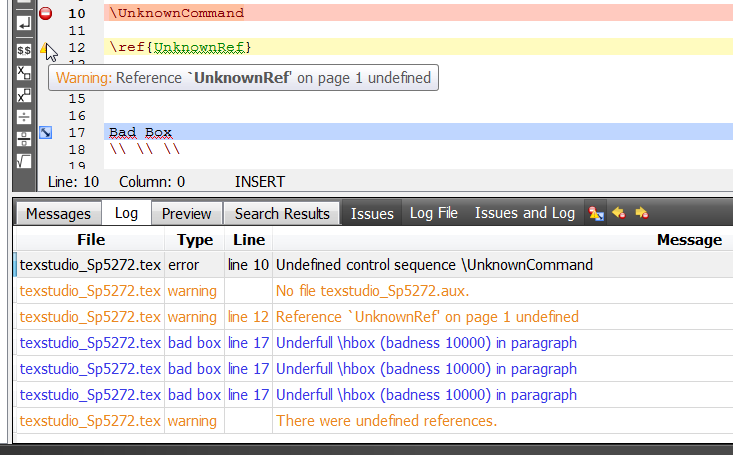
Errori segnati nel codice del computer, nello stile di un evidenziatore